# Edvin Fältström
Carl Edvin Daniel Fältström (ur. 30 grudnia 1890, zm. 26 lipca 1965) – szwedzki zapaśnik walczący w stylu klasycznym. Dwukrotny olimpijczyk. Zajął siódme miejsce w Sztokholmie 1912 i piąte w Antwerpii 1920. Walczył w wadze średniej.
Wicemistrz świata w 1913. Mistrz kraju w 1913 i 1914 roku.

## Letnie Igrzyska Olimpijskie 1912
| Konkurencja          | Rundy eliminacyjne              | Rundy eliminacyjne         | Rundy eliminacyjne    | Rundy eliminacyjne     | Rundy eliminacyjne     | Klas. końcowa |
| Konkurencja          | Przeciwnik I                    | Przeciwnik II              | Przeciwnik III        | Przeciwnik IV          | Przeciwnik V           | Miejsce       |
| -------------------- | ------------------------------- | -------------------------- | --------------------- | ---------------------- | ---------------------- | ------------- |
| 75 kg styl klasyczny | Anastasios Antonopoulos (GRE) Z | Peter Kokotowitsch (AUT) Z | Joseph Merkle (GER) P | Andrea Gargano (ITA) Z | August Jokinen (FIN) P | 7.            |

## Letnie Igrzyska Olimpijskie 1920
| Konkurencja          | Rundy eliminacyjne        | Rundy eliminacyjne     | Klas. końcowa |
| Konkurencja          | 1/8                       | 1/4                    | Miejsce       |
| -------------------- | ------------------------- | ---------------------- | ------------- |
| 75 kg styl klasyczny | Giuseppe Gorletti (ITA) Z | Matti Perttilä (FIN) P | 5.            |